# Маккул, Кортни
Кортни Маккул (англ. Courtney Lynn McCool Griffeth, род. 1 апреля 1988) — американская гимнастка (спортивная гимнастика). Серебряная медалистка Олимпийских игр 2014 года в командном первенстве.